# Iolaus auricostalis
Iolaus auricostalis är en fjärilsart som beskrevs av Butler 1896. Iolaus auricostalis ingår i släktet Iolaus och familjen juvelvingar. Inga underarter finns listade i Catalogue of Life.